# Dennis Wyndham
Dennis Wyndham (15 de janeiro de 1887 – 19 de agosto de 1973) foi um ator sul-africano da era do cinema mudo. Wyndham apareceu em 47 filmes entre 1920 e 1956. Ele nasceu a 1887 em Natal, na África do Sul. Em 23 de maio de 1917 ele se casou com a atriz Elsie Mackay, com quem ela atuou como Poppy Wyndham durante a maior parte de sua carreira no teatro e cinema. Divorciaram-se em 1922.

## Filmografia selecionada
- Lorna Doone (1920)
- The Eleventh Hour (1922)
- Lily of Killarney (1929)
- Sensation (1936)
- You Must Get Married (1936)
- Windbag the Sailor (1936)
- Battle for Music (1943)
- They Met in the Dark (1943)
- Bell Bottom George (1943)
- I Didn't Do It (1945)
- The Men of Sherwood Forest (1954)
- For Better, for Worse (1954)
- Ramsbottom Rides Again (1956)